# Villaverde de Guareña
Villaverde de Guareña es un municipio y localidad española de la provincia de Salamanca, en la comunidad autónoma de Castilla y León. Se integra dentro de la comarca de La Armuña. Pertenece al partido judicial de Salamanca y a la Mancomunidad La Armuña.
Su término municipal está formado por la localidad de Villaverde de Guareña y Cañadilla, ocupa una superficie total de 15,87 km² y según los datos demográficos recogidos en el padrón municipal elaborado por el INE en el año 2017, cuenta con una población de 149 habitantes.

## Geografía
Integrado en la comarca de La Armuña, se sitúa a 17 kilómetros de la capital provincial. El término municipal está atravesado por la Autovía de Castilla A-62 entre los pK 222 y 223, además de por la carretera N-620, alternativa convencional a la anterior. 
El relieve del municipio es predominantemente llano, oscilando la altitud entre los 858 y los 819 metros. Destaca el cerro Cañada (857 metros) al noreste. El pueblo se alza a 831 metros sobre el nivel del mar. 
| Noroeste: La Vellés          | Norte: Pajares de la Laguna | Noreste: La Orbada                   |
| Oeste: Pedrosillo el Ralo    |                             | Este: Pitiegua                       |
| Suroeste: Pedrosillo el Ralo | Sur: Gomecello              | Sureste: Cabezabellosa de la Calzada |

## Historia
Fundado por los reyes de León en la Edad Media, Villaverde de Guareña quedó encuadrado en el cuarto de Armuña de la jurisdicción de Salamanca, dentro del Reino de León, denominándose entonces Speola. Con la creación de las actuales provincias en 1833, Villaverde de Guareña quedó encuadrado en la provincia de Salamanca, dentro de la Región Leonesa. El 2 de julio de 1916, la localidad cambió su denominación oficial de Villaverde por la de Villaverde de Guareña.

## Geografía humana

### Demografía
Cuenta con una población de 138 habitantes (INE 2024).
| Gráfica de evolución demográfica de Villaverde de Guareña entre 1842 y 2021 |
| |
| Población de derecho según los censos de población del INE Población de hecho según los censos de población del INEEn estos censos se denominaba Villaverde: 1842, 1857, 1860, 1877, 1887, 1897, 1900 y 1910 |

### Núcleos de población
El municipio se divide en dos núcleos de población, que poseían la siguiente población en 2019 según el INE.
| Núcleo de población   | Población |
| --------------------- | --------- |
| Villaverde de Guareña | 141       |
| Cañadilla             | 0         |

## Monumentos y lugares de interés

### Iglesia parroquial de San Cornelio y San Cipriano
La iglesia parroquial de Villaverde de Guareña, declarada Bien de Interés Cultural el 29 de julio de 1993, es conocida popularmente como una de las tres "catedrales" de La Armuña, junto a las iglesias de Palencia de Negrilla y Villares de la Reina.

## Administración y política
| Partido político                              | 2019  | 2019  | 2019       | 2015  | 2015  | 2015       | 2011  | 2011  | 2011       | 2007  | 2007  | 2007       | 2003  | 2003  | 2003       |
| Partido político                              | %     | Votos | Concejales | %     | Votos | Concejales | %     | Votos | Concejales | %     | Votos | Concejales | %     | Votos | Concejales |
| Partido Popular (PP)                          | 67,90 | 55    | 4          | 50,37 | 68    | 4          | 60,95 | 64    | 4          | 56,88 | 91    | 4          | 59,74 | 92    | 4          |
| Partido Socialista Obrero Español (PSOE)      | 32,10 | 26    | 1          | 11,85 | 16    | 1          | 32,38 | 34    | 1          | 36,25 | 58    | 1          | 34,42 | 53    | 1          |
| Coalición SI por Salamanca (SI)               | —     | —     | —          | —     | —     | —          | 11,43 | 12    | 0          | —     | —     | —          | —     | —     | —          |
| Unión del Pueblo Salmantino (UPSa)            | —     | —     | —          | —     | —     | —          | —     | —     | —          | 2,50  | 4     | 0          | 2,60  | 4     | 0          |
| Unidad Regionalista de Castilla y León (URCL) | —     | —     | —          | —     | —     | —          | —     | —     | —          | —     | —     | —          | 3,25  | 5     | 0          |